# Brayan Lopez
Brayan Lopez (San Juan de la Maguana, 20 giugno 1997) è un velocista italiano, specializzato nei 400 metri piani e vincitore con la staffetta 4×400 metri della medaglia d'argento agli Europei juniores di Eskilstuna 2015.

## Biografia
Nato nella Repubblica Dominicana, è arrivato in Italia con la madre all'età di 9 anni.
Dopo aver praticato il baseball, è passato all'atletica leggera.
Al primo anno di tesseramento nel 2012, partecipa ai campionati italiani cadetti finendo settimo sia nei 300 m che con la staffetta 4x100 m.
Durante il biennio da allievo, 2013-2014, ha vinto le sue prime medaglie ai nazionali giovanili col primo titolo di categoria: nel '14 oro nei 400 m agli italiani under 18 indoor ed argento sulla stessa distanza all'aperto.
Il 30 maggio del 2014 non va oltre la batteria dei 400 m ai Trials europei per i giochi olimpici giovanili di Baku in Azerbaigian.
Nel 2015 vince numerose medaglie ai campionati nazionali giovanili: argento-oro su 400 e nella 4x200 m agli italiani juniores indoor, bronzo-argento nei 400 e con la 4x400 m ai nazionali under 20; gareggia anche agli assoluti di Torino, uscendo in batteria sui 400 m e terminando settimo con la 4x400 m.
Nel luglio dello stesso anno prende parte in Svezia agli Europei juniores di Eskilstuna: nella prova individuale dei 400 m si ferma in batteria; mentre con la staffetta 4x400 m, corre nella batteria, che ottiene la qualificazione alla finale in cui non viene schierato; il quartetto azzurro under 20 giunge al traguardo in terza posizione, che poi diventa seconda per la squalifica della staffetta francese. Quindi lui vince la medaglia d'argento, avendo corso almeno in batteria, come gli altri suoi cinque compagni di staffetta.
Nel 2016 a giugno si laurea vicecampione italiano under 20 nei 400 m e poi a luglio partecipa ai Mondiali juniores di Bydgoszcz in Polonia uscendo in batteria sui 400 m e venendo squalificato nella finale della staffetta 4x400 m.
Il 25 giugno del 2017 ha fatto il suo esordio con la maglia azzurra della Nazionale seniores: agli Europei a squadre svoltosi in Francia a Villeneuve-d'Ascq (Lille) ha corso la terza frazione della staffetta 4x400 m, contribuendo al settimo posto complessivo.
Durante lo stesso anno ha vinto i suoi primi titoli italiani assoluti, entrambi in staffetta: oro sia nella 4x400 m al challenge nazionale assoluto staffette che nella 4x200 m ai campionati italiani assoluti staffette; nelle prove individuali invece vince due medaglie di bronzo ai nazionali promesse sui 400 m (indoor e all'aperto). Prende parte agli assoluti di Trieste dove ottiene tre piazzamenti in altrettante finali, andando vicino al bronzo nella 4x400 m con un quarto posto conclusivo.
Il suo allenatore è Francesco Ricci.

## Progressione

### 100 metri piani
| Stagione | Tempo | Luogo    | Data      | Rank. Mond. |
| -------- | ----- | -------- | --------- | ----------- |
| 2016     | 10"84 | Torino   | 14-9-2016 | -           |
| 2015     | 11"27 | Modena   | 25-4-2015 | -           |
| 2014     | 11"16 | Modena   | 25-4-2014 | -           |
| 2013     | 11"31 | Pinerolo | 21-6-2013 | -           |

### 200 metri piani
| Stagione | Tempo | Luogo            | Data      | Rank. Mond. |
| -------- | ----- | ---------------- | --------- | ----------- |
| 2017     | 21"69 | Bolzano          | 7-5-2017  | -           |
| 2016     | 21"89 | Saint Christophe | 31-7-2016 | -           |
| 2015     | 21"95 | Biella           | 28-6-2015 | -           |
| 2014     | 22"17 | Torino           | 29-6-2014 | -           |
| 2013     | 22"67 | Mondovì          | 2-6-2013  | -           |

### 400 metri piani
| Stagione | Tempo | Luogo      | Data      | Rank. Mond. |
| -------- | ----- | ---------- | --------- | ----------- |
| 2017     | 46"90 | Savona     | 25-5-2017 | -           |
| 2016     | 47"33 | Bressanone | 11-6-2016 | -           |
| 2015     | 47"82 | Rieti      | 13-6-2015 | -           |
| 2014     | 48"56 | Torino     | 10-5-2014 | -           |
| 2013     | 50"03 | Torino     | 21-9-2013 | -           |

### 60 metri piani indoor
| Stagione | Tempo | Luogo   | Data      | Rank. Mond. |
| -------- | ----- | ------- | --------- | ----------- |
| 2017     | 6"99  | Bergamo | 8-1-2017  | -           |
| 2016     | 7"23  | Bra     | 24-1-2016 | -           |
| 2015     | 7"23  | Aosta   | 24-1-2015 | -           |
| 2014     | 7"27  | Bra     | 12-1-2014 | -           |
| 2013     | 7"26  | Lione   | 2-2-2013  | -           |
| 2012     | 7"74  | Aosta   | 26-2-2012 | -           |

### 200 metri indoor
| Stagione | Tempo | Luogo  | Data      | Rank. Mond. |
| -------- | ----- | ------ | --------- | ----------- |
| 2017     | 22"21 | Padova | 28-1-2017 | -           |
| 2016     | 21"85 | Lione  | 17-1-2016 | -           |
| 2015     | 22"59 | Padova | 31-1-2015 | -           |
| 2014     | 22"76 | Genova | 1-2-2014  | -           |
| 2013     | 23"44 | Lione  | 2-2-2013  | -           |

### 400 metri piani indoor
| Stagione | Tempo | Luogo      | Data      | Rank. Mond. |
| -------- | ----- | ---------- | --------- | ----------- |
| 2017     | 48"27 | Ancona     | 18-2-2017 | -           |
| 2016     | 49"61 | Magglingen | 30-1-2016 | -           |
| 2015     | 49"39 | Ancona     | 8-2-2015  | -           |
| 2014     | 49"75 | Ancona     | 16-2-2014 | -           |

## Palmarès
| Anno | Manifestazione                           | Sede       | Evento        | Risultato  | Prestazione | Note                                     |
| ---- | ---------------------------------------- | ---------- | ------------- | ---------- | ----------- | ---------------------------------------- |
| 2014 | Trials europei giochi olimpici giovanili | Baku       | 400 m piani   | Batteria   | 49"05       | [ 3 ]                                    |
| 2015 | Europei juniores                         | Eskilstuna | 400 m piani   | Batteria   | 48"78       | [ 4 ]                                    |
| 2015 | Europei juniores                         | Eskilstuna | 4×400 m       | Batteria   | 3'14"52     | [ 4 ] [ 5 ] [ 6 ]                        |
| 2016 | Mondiali juniores                        | Bydgoszcz  | 400 m piani   | Batteria   | 47"92       | [ 7 ]                                    |
| 2016 | Mondiali juniores                        | Bydgoszcz  | 4×400 m       | Finale     | dq          | [ 7 ]                                    |
| 2017 | Europei under 23                         | Bydgoszcz  | 400 m piani   | Semifinale | 47"23       |                                          |
| 2017 | Europei under 23                         | Bydgoszcz  | 4×400 m       | 6º         | 3'07"20     |                                          |
| 2019 | Europei indoor                           | Glasgow    | 4×400 m       | 6º         | 3'09"48     |                                          |
| 2019 | Europei under 23                         | Gävle      | 400 m piani   | Bronzo     | 46"16       | Miglior prestazione personale            |
| 2019 | Europei under 23                         | Gävle      | 4×400 m       | Finale     | dq          |                                          |
| 2019 | Mondiali                                 | Doha       | 4×400 m mista | Batteria   | 3'16"52     |                                          |
| 2021 | Europei indoor                           | Toruń      | 4×400 m       | 5º         | 3'07"37     |                                          |
| 2021 | World Relays                             | Chorzów    | 4×400 m       | 4º         | 3'05"11     |                                          |
| 2022 | Mondiali                                 | Eugene     | 4×400 m       | Batteria   | 3'03"43     | Miglior prestazione personale stagionale |
| 2022 | Mondiali                                 | Eugene     | 4×400 m mista | 7º         | 3'16"45     |                                          |
| 2022 | Europei                                  | Monaco     | 4×400 m       | 8º         | 3'03"04     |                                          |
| 2023 | Giochi europei                           | Chorzów    | A squadre     | Oro        | 426,5 p.    | [ 8 ]                                    |
| 2024 | Europei                                  | Roma       | 4x400 m       | Argento    | 3'00"81     | [ 9 ]                                    |

## Campionati nazionali
- 1 volta campione assoluto indoor nei 400 m (2022)
- 1 volta campione assoluto nella 4x400 m (2021)
- 1 volta campione assoluto indoor nella 4x400 m (2020)
- 1 volta campione assoluto staffette nella 4x200 m (2017)
- 1 volta campione assoluto challenge staffette nella 4x400 m (2017)
- 1 volta campione promesse nei 400 m (2019)
- 1 volta campione promesse indoor nei 400 m (2018)
- 1 volta campione juniores indoor nella 4x200 m (2015)
- 1 volta campione allievi indoor nei 400 m (2014)

2012
- 7º ai Campionati italiani cadetti e cadette, (Jesolo), 300 m - 37"17[10]
- 7º ai Campionati italiani cadetti e cadette, (Jesolo), 4x100 m - 45"11[11]

2013
- In batteria ai Campionati italiani allievi e juniores indoor, (Ancona), 60 m - 7"34[12]
- 7º ai Campionati italiani allievi e allieve, (Jesolo), 400 m - 51"40[13]

2014
- In batteria ai Campionati italiani allievi e allieve indoor, (Ancona), 200 m - 23"48[14]
- Oro ai Campionati italiani allievi e allieve indoor, (Ancona), 400 m - 49"75[15]
- Argento ai Campionati italiani allievi e allieve, (Rieti), 400 m - 49"32[16]

2015
- Argento ai Campionati italiani juniores e promesse indoor, (Ancona), 400 m - 49"39 [17]
- Oro ai Campionati italiani juniores e promesse indoor, (Ancona), 4x200 m - 1'30"66[18]
- Bronzo ai Campionati italiani juniores e promesse, (Rieti), 400 m - 47"82 [19]
- Argento ai Campionati italiani juniores e promesse, (Rieti), 4x400 m - 3'18"25[20]
- In batteria ai Campionati italiani assoluti, (Torino), 400 m - 48"10[21]
- 7º ai Campionati italiani assoluti, (Torino), 4x400 m - 3'16"15[22]

2016
- 1º ai Campionati italiani juniores e promesse indoor, (Ancona), 200 m - 21"93 (Finale 2)[23]
- Argento ai Campionati italiani juniores e promesse, (Bressanone), 400 m - 47"33 [24]
- In batteria ai Campionati italiani assoluti, (Rieti), 400 m - 47"56[25]

2017
- Bronzo ai Campionati italiani juniores e promesse indoor, (Ancona), 400 m - 48"97[26]
- 5º ai Campionati italiani juniores e promesse indoor, (Ancona), 4x200 m - 1'31"01[27]
- In batteria ai Campionati italiani assoluti indoor, (Ancona), 400 m - 48"27 [28]
- 8º ai Campionati italiani assoluti indoor, (Ancona), 4x200 m - 1'30"92[29]
- Oro al Challenge nazionale assoluto staffette, (Celle Ligure), 4x400 m - 3'15"41[30]
- Oro ai Campionati italiani assoluti staffette, (Celle Ligure), 4x200 m - 1'27"59[31]
- Bronzo ai Campionati italiani juniores e promesse, (Firenze), 400 m - 46"92[32]
- 10º ai Campionati italiani juniores e promesse, (Firenze), 4x100 m - 43"18[33]
- 6º ai Campionati italiani assoluti, (Trieste), 400 m - 47"40[34]
- 6º ai Campionati italiani assoluti, (Trieste), 4x100 m - 41"09[35]
- 4º ai Campionati italiani assoluti, (Trieste), 4x400 m - 3'14"88[36]

2018
- Oro ai Campionati italiani juniores e promesse indoor, (Ancona), 400 m - 48"31
- 6º ai Campionati italiani assoluti indoor, (Ancona), 4x200 m - 1'29"68
- 7º ai Campionati italiani juniores e promesse, (Agropoli), 400 m - 50"22
- 4º ai Campionati italiani juniores e promesse, (Agropoli), 4x100 m - 41"78
- 7º ai Campionati italiani assoluti, (Pescara), 400 m - 47"81
- 4º ai Campionati italiani assoluti, (Pescara), 4x100 m - 41"12

2019
- 4º ai Campionati italiani juniores e promesse indoor, (Ancona), 400 m - 48"74
- 4º ai Campionati italiani assoluti indoor, (Ancona), 400 m - 47"53
- 4º ai Campionati italiani assoluti indoor, (Ancona), 4x400 m - 3'18"10
- Oro ai Campionati italiani juniores e promesse, (Rieti), 400 m - 46"70
- Bronzo ai Campionati italiani assoluti, (Bressanone), 400 m - 46"64

2020
- Oro ai Campionati italiani assoluti indoor, (Ancona), 4x400 m - 3'16"88
- 8º ai Campionati italiani assoluti, (Padova), 400 m - 48"44
- 6º ai Campionati italiani assoluti, (Padova), 4x400 m - 3'15"21

2021
- Bronzo ai Campionati italiani assoluti indoor, (Ancona), 400 m - 47"33
- Argento ai Campionati italiani assoluti indoor, (Ancona), 4x400 m - 3'17"70
- 4º ai Campionati italiani assoluti, (Rovereto), 400 m - 46"31
- Oro ai Campionati italiani assoluti, (Rovereto), 4x400 m - 3'09"88

2022
- Oro ai Campionati italiani assoluti indoor, (Ancona), 400 m - 46"87
- 4º ai Campionati italiani assoluti, (Rieti), 400 m - 46"09

2023
- Eliminato in batteria ai Campionati italiani assoluti indoor, (Ancona), 400 m - 48"11

2024
- Bronzo ai campionati italiani assoluti (La Spezia), 400 m piani - 45"93

2025
- Bronzo ai campionati italiani assoluti, 400 m piani - 46"74
- dnf in batteria ai campionati italiani assoluti indoor, 400 m piani

## Altre competizioni internazionali
2015
- 4º nell'incontro internazionale indoor under 20 Francia-Germania-Italia, ( Lione), 400 m piani - 49"40[4]

2016
- Bronzo nell'incontro internazionale indoor under 20 Italia-Francia-Germania, ( Padova), 200 m piani - 21"98[37]
- Bronzo nell'incontro internazionale indoor under 20 Italia-Francia-Germania, ( Padova), 4×200 m - 1'28"46[7]

2017
- 7º agli Europei a squadre, ( Villeneuve-d'Ascq/Lille), 4×400 m - 3'06"35[38]

2023
- Campionati europei a squadre di atletica leggera ( Chorzów)

2025
- Campionati europei a squadre di atletica leggera ( Madrid)